# 天橋駅 (北京市)
天橋駅（てんきょうえき）は中華人民共和国北京市東城区と西城区の境に位置する北京地下鉄8号線の駅。

## 歴史
- 2018年12月30日 - 開業[1]。

## 駅構造

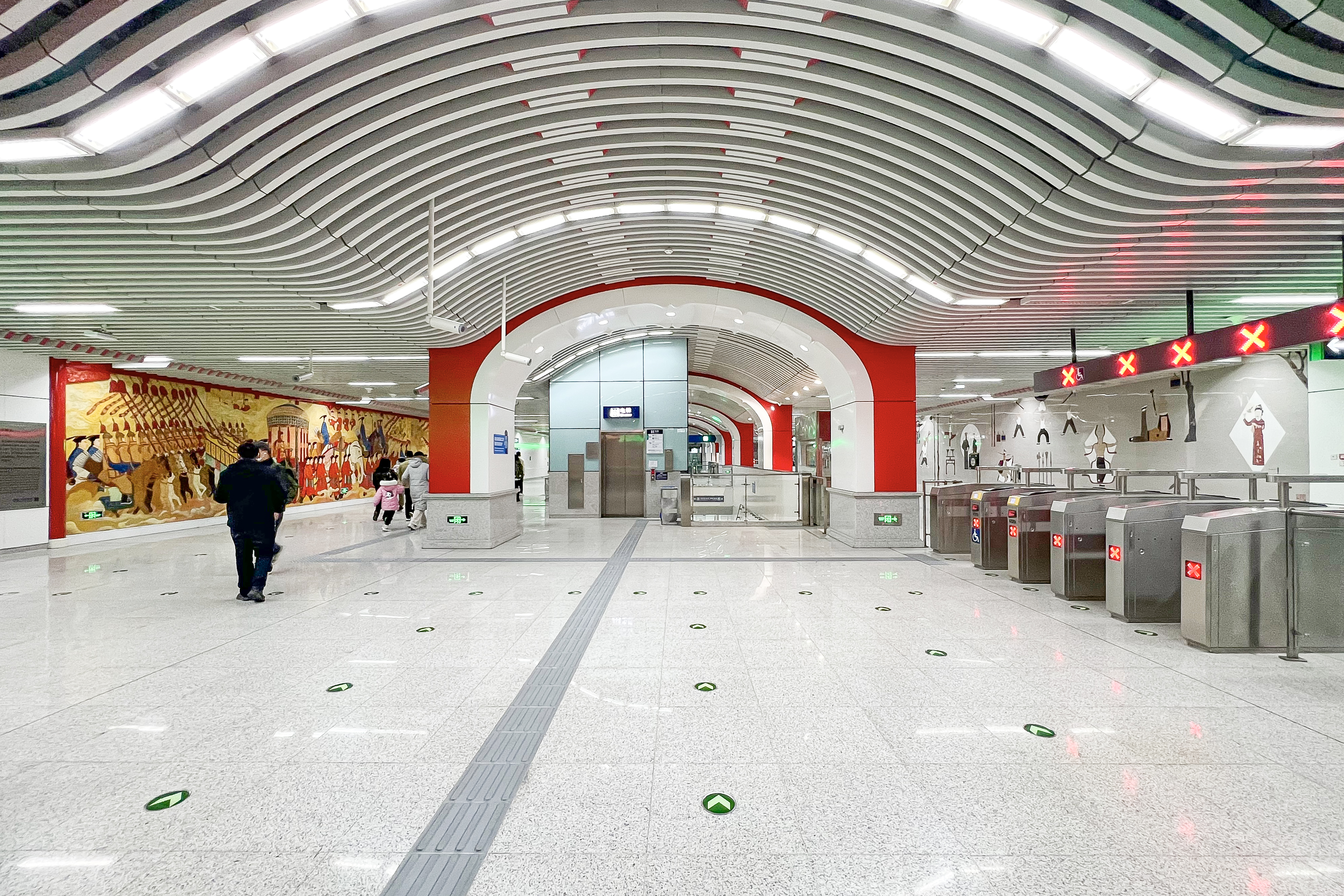
改札階

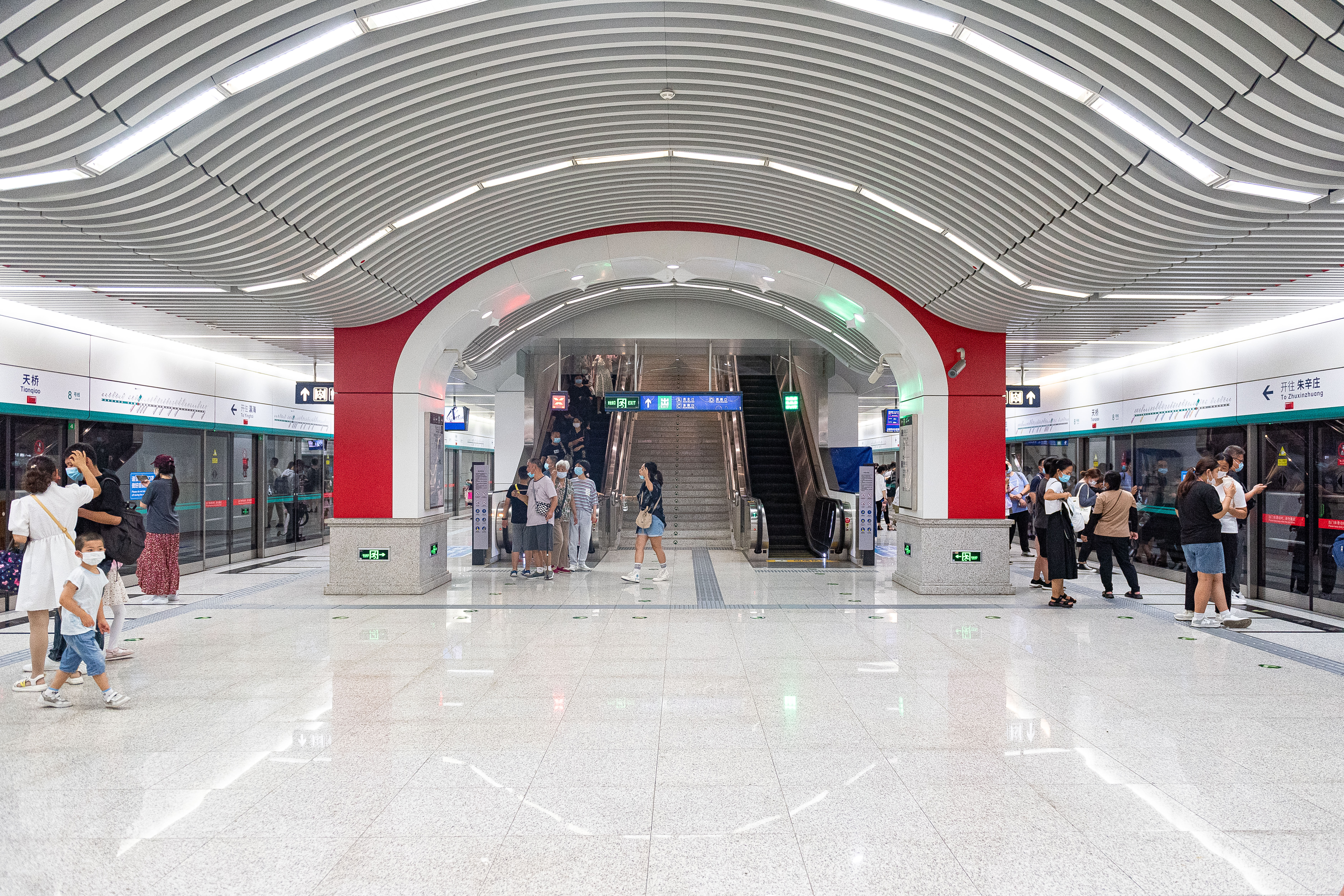
ホーム

島式ホーム1面2線を有する地下駅。

## 駅周辺
- 北京天橋技術中心（中国語版）
- 北京自然博物館
- 天壇公園

## 隣の駅
北京地下鉄
■8号線
珠市口駅 - 天橋駅 - 永定門外駅